# Enakoglasnica
Enakoglásnica (tudi homofón) je beseda, ki se enako izgovarja kot katera druga beseda, a ima drugačen pomen.
Zgled:
- bel (barva) in bev (medmet, ki posnema pasje oglašanje).